# Westminster North (circonscription britannique)
Circonscription parlementaire de la Chambre des communes
La circonscription de Westminster North est une circonscription électorale anglaise située dans le Grand Londres et représentée à la Chambre des communes du Parlement britannique.

## Géographie
La circonscription comprend :
- La partie nord-ouest de la cité de Westminster
- Les quartiers de Lisson Grove, Maida Vale, St. John's Wood et Queen's Park

## Députés
Les Members of Parliament (MPs) de la circonscription sont :
1983-1997
| Législature                                                                          | Années    | Député | Député       | Parti        |
| ------------------------------------------------------------------------------------ | --------- | ------ | ------------ | ------------ |
| Westminster North issue de Paddington et St Marylebone                               |           |        |              |              |
| 49e                                                                                  | 1983–1987 |        | John Wheeler | Conservateur |
| 50e                                                                                  | 1987–1992 |        | John Wheeler | Conservateur |
| 51e                                                                                  | 1992–1997 |        | John Wheeler | Conservateur |
| Remplacée par Regent's Park and Kensington North et Cities of London and Westminster |           |        |              |              |

Depuis 2010
| Législature                                                                       | Années       | Député | Député     | Parti        |
| --------------------------------------------------------------------------------- | ------------ | ------ | ---------- | ------------ |
| Recréée de Regent's Park and Kensington North et Cities of London and Westminster |              |        |            |              |
| 55e                                                                               | 2010–2015    |        | Karen Buck | Travailliste |
| 56e                                                                               | 2015–2017    |        | Karen Buck | Travailliste |
| 57e                                                                               | 2017–2019    |        | Karen Buck | Travailliste |
| 58e                                                                               | 2019–Présent |        | Karen Buck | Travailliste |

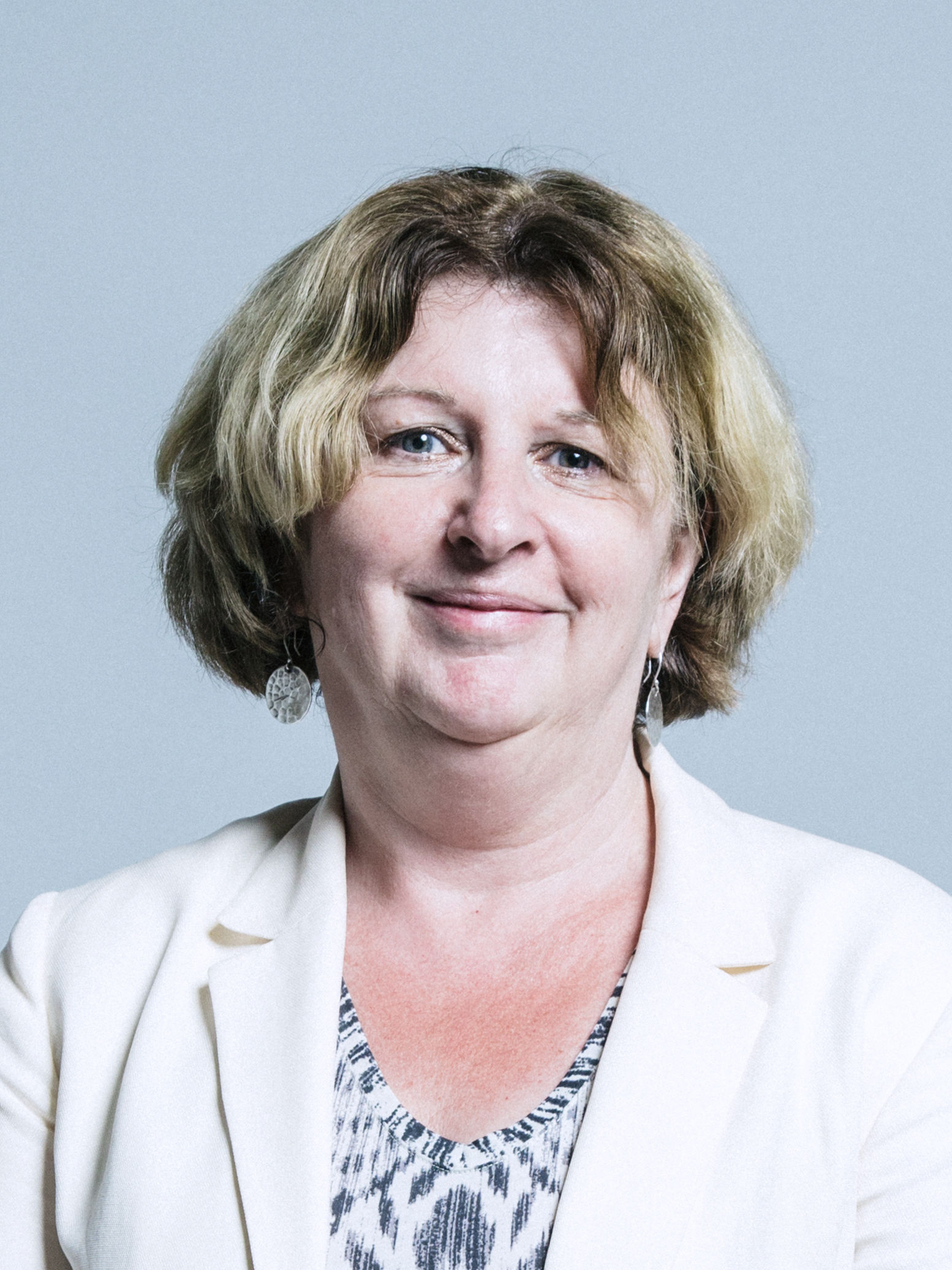
Karen Buck (2010-Présent)